# How Are We Getting Home?
How Are We Getting Home? er det femte album fra det keltiske band Gaelic Storm. Det blev udgivet d. 3. august 2004, og indeholder hovedsageligt nyt materiale. De introducerede en ny fløjtenist og violinist.

## Spor
1. "I Miss My Home"
2. "Born to Be a Bachelor"
3. "Punjab Paddy"
4. "Stain the Grout"
5. "Tear Upon the Rose"
6. "Summer's Gone"
7. "Piña Colada in a Pint Glass"
8. "Fish and Get Fat"
9. "The Lone-Star Stowaway"
10. "When I Win"
11. "An Cailin Deas Rua"
12. "Down Underground"
13. "Cab Ride to Kingston"
14. "Time, Drink 'Em Up!"
15. "Short a Couple A' Bob"